# ولاند، استرالیای جنوبی
ولاند (به انگلیسی: Welland) یک حومه شهر از توابع شهر آدلاید در استرالیا است که در استرالیای جنوبی واقع شده‌است. این شهر در بیشتر قرن بیستم به دلیل کارخانه‌های آجری سازی که در نزدیکی رودخانه تورنس واقع شده بود، مشهور بود و امروزه بقایای دودکش کوره‌های این کارخانه‌ها در این شهر به یادگار مانده است.